# Philipp Ochs
Philipp Ochs (* 17. April 1997 in Wertheim) ist ein deutscher Fußballspieler. Der Offensivspieler stand zuletzt beim First Vienna FC unter Vertrag und ist ehemaliger Junioren-Nationalspieler.

## Karriere

### Verein
Ochs begann seine Karriere beim SV Viktoria Wertheim und wechselte 2009 in die Jugendabteilung der TSG 1899 Hoffenheim. In der Saison 2013/14 gewann er mit der U19 die deutsche A-Juniorenmeisterschaft. Zur Spielzeit 2015/16 rückte er zum Profikader auf. Am 15. August 2015 debütierte Ochs bei der 1:2-Niederlage bei Bayer 04 Leverkusen in der Bundesliga, als er in der 82. Minute für Eugen Polanski eingewechselt wurde. Im Januar 2016 verlängerte er seinen Vertrag in Hoffenheim bis zum 30. Juni 2019. Im August 2016 wurde Ochs mit der Fritz-Walter-Medaille in Silber ausgezeichnet.
In der Winterpause 2017/18 wurde er bis zum Saisonende an den Zweitligisten VfL Bochum verliehen. Er kam in fünf Ligaspielen zum Einsatz.
Zur Sommervorbereitung 2018 kehrte Ochs zunächst nach Hoffenheim zurück. Anfang August 2018 verlängerte er seine Vertragslaufzeit bis zum 30. Juni 2020 und wechselte bis zum Ende der Saison 2018/19 auf Leihbasis zum dänischen Erstligisten Aalborg BK. Dort kam der Stürmer, der zeitweise auch als linker Verteidiger eingesetzt worden war, auf 20 Erstligapartien, sieben Einsätze für die Reserve und vier Pokalspiele.
Nach seiner erneuten Rückkehr in den Kraichgau kam der Offensivspieler aufgrund von Sprunggelenksproblemen lediglich zu einem weiteren Einsatz für die zweite Mannschaft des Vereins in der Regionalliga Südwest und wechselte Ende Januar 2020 in die 2. Bundesliga zu Hannover 96, wo er einen bis Juni 2022 gültigen Vertrag unterschrieb.
Nach seinem Vertragsende wechselte er zur Saison 2022/23 innerhalb der 2. Bundesliga ablösefrei zum SV Sandhausen. Für Sandhausen spielte er 19 Mal in der 2. Bundesliga, aus der er mit dem Verein zu Saisonende abstieg. Daraufhin verließ er Sandhausen nach einem Jahr wieder. Im Juli 2023 wechselte Ochs anschließend zum österreichischen Zweitligisten First Vienna FC, bei dem er einen bis 2025 laufenden Vertrag erhielt. Für die Vienna kam er zu 53 Einsätzen in der 2. Liga, in denen er sechsmal traf. Nach der Saison 2024/25 verließ er die Vienna per Vertragsende.

### Nationalmannschaft
Ochs spielte am 8. November 2011 bei der 3:5-Niederlage gegen Polen erstmals für die U15-Auswahl des deutschen Fußball-Bundes. Bei seinem ersten Einsatz in der U16-Nationalmannschaft erzielte er am 14. September 2012 beide Tore zum 2:0-Sieg gegen die Ukraine. Mit der U17-Mannschaft spielte Ochs im Mai 2014 bei der U17-Europameisterschaft auf Malta. Dort absolvierte er alle drei Gruppenspiele und scheiterte mit der Mannschaft als Gruppendritter. Seit September 2015 spielt Ochs für die U19-Nationalmannschaft. Für die U19-Europameisterschaft 2016 im eigenen Land wurde er in den deutschen Kader berufen. Bei der 3:4-Niederlage im Gruppenspiel gegen Portugal erzielte er alle drei deutschen Tore. Insgesamt traf er im Turnier in vier Spielen viermal und qualifizierte sich mit der Mannschaft als bester Gruppendritter für die U20-Weltmeisterschaft 2017 in Südkorea. Für jenes Turnier wurde Ochs erneut in den deutschen Kader nominiert und scheiterte mit seiner Mannschaft im Achtelfinale an Sambia.

## Erfolge
TSG 1899 Hoffenheim
- Deutscher A-Jugendmeister: 2014

Auszeichnungen
- Fritz-Walter-Medaille in Silber: 2016 (U19)

## Familie
Ochs’ Eltern kamen vor seiner Geburt aus Kasachstan nach Deutschland. Er hat einen älteren sowie einen jüngeren Bruder.